# Hidalgo (Teksas)

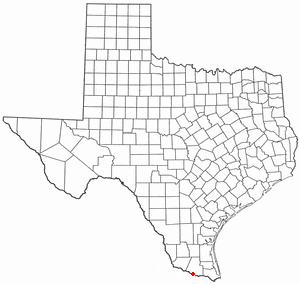
Położenie miasta Hidalgo w stanie Teksas

Hidalgo – miasto w stanie Teksas w hrabstwie Hidalgo w Stanach Zjednoczonych.
- Powierzchnia: 11,5 km²
- Ludność: 7 322 (2000)